# ICHIRO ZIPANG
ICHIRO ZIPANG（イチロー・ジパング、1987年4月13日 - ）は、日本出身の音楽プロデューサー、シンガーソングライター。
| スタブアイコン | サブスタブ | この項目は、まだ閲覧者の調べものの参照としては役立たない、音楽関係者（バンド等）に関連した書きかけの項目です。この項目を加筆・訂正などしてくださる協力者を求めています（P:音楽/PJ:芸能人）。 |